# 新加坡政府投资公司
新加坡政府投资公司（英語：Government of Singapore Investment Corp，縮寫GIC），成立于1981年5月22日，是新加坡最大的国际投资机构，负责管理新加坡政府大部分海外资产，由新加坡副总理吴庆瑞于1981年创办，成立之初由总理李光耀亲自担任公司董事會主席，吴庆瑞担任董事會副主席，李光耀卸下董事會主席和董事後依然受委任為高级顾问。现任集团首席执行官为林昭杰。世界银行行长詹姆斯·沃尔芬森曾被邀请担任GIC顾问。

## 子公司
GIC旗下主要有三家子公司
- 新加坡政府直接投资有限公司(The Government of Singapore Investment Corporation Pte Ltd)，主要投资于公开市场，包括股票、债券以及货币市场等；
- GIC不动产投资有限公司(GIC Real Estate Pte Ltd)，主要投资于不动产，是全球最大的地产公司之一；
- GIC特殊投资有限公司(GIC Special Investments Pte Ltd)、主要投资于创业风险投资、企业重组、过渡性融资以及垃圾债券等。

## 投资
GIC目前管理的资产超过3000亿美元，它的投资遍布全球30多个国家2000多间上市及未上市公司。其中北美占50％、欧洲占25％，东亚及东南亚占25％。GIC于1995年即进入中国大陆，是中国国际金融有限公司发起股东之一。在台湾，GIC也是其QFII史上最大的投资人之一。持有Dollar General 〈DG〉8.78%，愛茉莉太平洋6%股权
| 標題                            | 投資內容                                                                                             | 投資日期       |
| ------------------------------- | --- | -------------- |
| 增持(NASDAQ:GAME，其後已私有化) | 盛大遊戲股份至12.6%                                                                                  | 2012年2月7日   |
| 購入(Bunge Ltd)                 | 邦基貿易5%股權（730.5萬股，4.955億美元）                                                             | 2012年2月24日  |
| 購入                            | GIC和Ayala收购菲律宾群岛银行股权（9.9%，6.8亿美元）                                                  | 2013年11月11日 |
| 購入美國地產                    | 參與購買時代華納中心的交易，投入資金4億美元（約31.2億港元）                                          | 2013年11月14日 |
| 購入(06837.hk)                  | 海通證券138.88萬股H股                                                                                | 2013年11月21日 |
| 購入                            | 斥資81億美元，向黑石集團收購IndCor拓展美國工業房地產市場業務                                         | 2014年12月1日  |
| 購入                            | 33億雷阿爾，折合約81.43億港元，收購巴西最大醫院營運商聖路易斯醫院集團（Rede D'Or São Luiz）的16%股權 | 2015年5月28日  |

截至2017年，GIC在美国持有约34%的投资组合；拉丁美洲3%；美洲其他地区为6%；英国6%；欧元区12%；中东、非洲和欧洲其他地区为6%；亚洲19%，不包括日本；日本为12%，澳大利亚为2%。2017年，据报道，GIC将以9000万英镑的价格购买英国专业银行OakNorth 10%的股份。

## 爭議

### 不公布财务报表争议
由于GIC为非上市公司，虽然负责管理政府资产，却从不公布财务报表、高层管理人员薪资等基本情况，引起一些批评人士的担忧与指责，引发外界猜疑。

### 政治偏袒
针对黄国松与尚达曼将参选2023年新加坡总统选举，时任GIC顾问林祥源，公开宣称“没有什么反对”黄国松，并指尚达曼是个最佳候选人。
此外，众多人民行动党党员和时任国会议员在GIC担任GIC的董事和主要領導層。